# Parellisina luciae
Parellisina luciae är en mossdjursart som först beskrevs av Jullien 1882.  Parellisina luciae ingår i släktet Parellisina och familjen Calloporidae. Inga underarter finns listade i Catalogue of Life.